# Coyer Point
Der Coyer Point ist eine vereiste Landspitze an der Walgreen-Küste des westantarktischen Marie-Byrd-Lands. Sie liegt an der südöstlichen Küste der Martin-Halbinsel. Sie stellt das nördliche Ende des Nowicki Foreland dar, das 37 km südsüdöstlich des Jacobsen Head in das Dotson-Schelfeis vordringt.
Der United States Geological Survey kartierte die Landspitze anhand eigener Vermessungen und Luftaufnahmen der United States Navy aus den Jahren von 1959 bis 1967 sowie mittels Landsat-Aufnahmen zwischen 1972 und 1973. Das Advisory Committee on Antarctic Names benannte sie nach Leutnant Ann E. Coyer, die als erste Frau in der US Navy an der Operation Deep Freeze des Jahres 1974 beteiligt war.